# Kanton Mutterstadt

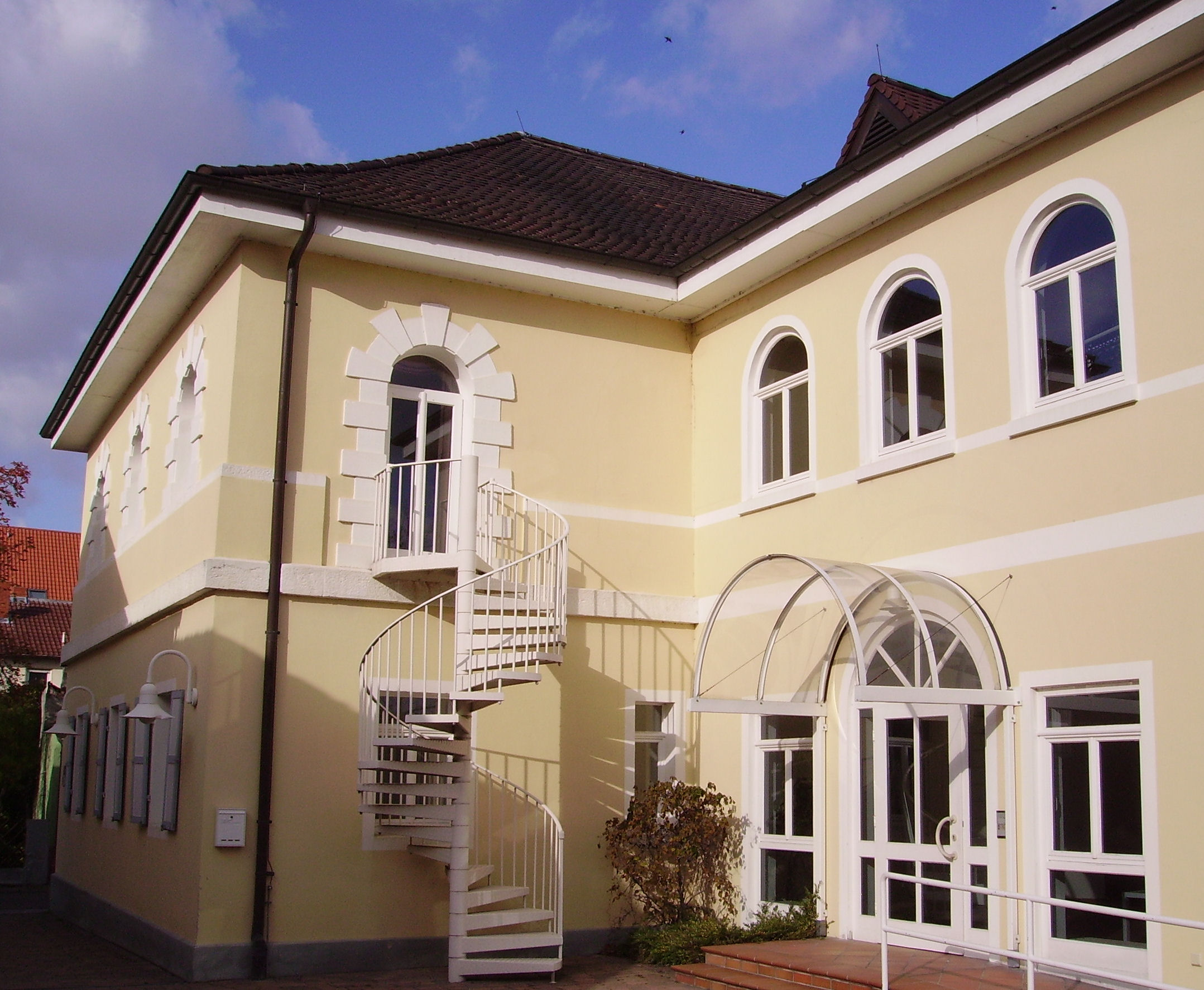
Gebäude der Kantonsverwaltung in Mutterstadt, 2006

Der Kanton Mutterstadt (franz.: Canton de Mutterstadt) war eine von zehn Verwaltungseinheiten, in die sich das Arrondissement Speyer (franz.: Arrondissement de Spire) im Département Donnersberg (franz.: Département du Mont-Tonnerre) gliederte. Der Kanton war in den Jahren 1798 bis 1814 Teil der Ersten Französischen Republik (1798–1804) und des Ersten Französischen Kaiserreichs (1804–1814). Hauptort (chef-lieu) und Verwaltungssitz war Mutterstadt.
Nachdem die Pfalz 1816 zum Königreich Bayern gekommen war, wurden die Kantone, teilweise mit geändertem Gebietsstand, zunächst beibehalten und waren Teile der Verwaltungsstruktur bis 1852.
Das Verwaltungsgebiet des Kantons Mutterstadt lag im heutigen Rhein-Pfalz-Kreis sowie auf dem Gebiet der kreisfreien Stadt Ludwigshafen am Rhein in Rheinland-Pfalz.

## Gemeinden und Mairies
Nach amtlichen Tabellen aus den Jahren 1798 und 1811 gehörten zum Kanton Mutterstadt folgende Gemeinden, die verwaltungsmäßig Mairies zugeteilt waren (Ortsnamen in der damaligen Schreibweise); die Einwohnerzahlen (Spalte „EW 1815“) sind einer Statistik von 1815 entnommen; die Spalte „vor 1792 zugehörig“ nennt die landesherrliche Zugehörigkeit vor der französischen Inbesitznahme.
| Gemeinde     | Mairie      | EW 1815 | vor 1792 zugehörig                               | Anmerkungen                                                  |
| ------------ | ----------- | ------- | ------------------------------------------------ | ------------------------------------------------------------ |
| Alsheim      | Schauenheim | 311     | Kurpfalz                                         | seit 1969 Ortsteil von Rödersheim-Gronau                     |
| Altripp      | Altripp     | 326     | Kurpfalz                                         | heute Altrip                                                 |
| Assenheim    | Hochdorf    | 434     | Leiningen-Dagsburg                               | seit 1969 Ortsteil von Hochdorf-Assenheim                    |
| Böhl         | Böhl        | 1.200   | Kurpfalz und Leiningen-Dagsburg (Pflege Haßloch) | seit 1969 Ortsteil von Böhl-Iggelheim                        |
| Dannstadt    | Dannstadt   | 700     | Kurpfalz                                         | seit 1969 Ortsteil von Dannstadt-Schauernheim                |
| Friesenheim  | Friesenheim | 870     | Kurpfalz                                         | seit 1892 Stadtteil von Ludwigshafen am Rhein                |
| Fusgenheim   | Ruchheim    | 650     | Graf von Hallberg                                | heute Fußgönheim                                             |
| Hochdorf     | Hochdorf    | 429     | Hochstift Speyer                                 | seit 1969 Ortsteil von Hochdorf-Assenheim                    |
| Iggelheim    | Iggelheim   | 1.300   | Kurpfalz und Leiningen-Dagsburg (Pflege Haßloch) | seit 1969 Ortsteil von Böhl-Iggelheim                        |
| Maudach      | Mundenheim  | 612     | Kurpfalz                                         | seit 1938 Stadtteil von Ludwigshafen am Rhein                |
| Mundenheim   | Mundenheim  | 721     | Kurpfalz                                         | seit 1899 Stadtteil von Ludwigshafen am Rhein                |
| Mutterstadt  | Mutterstadt | 2.000   | Kurpfalz                                         |                                                              |
| Neuhofen     | Neuhofen    | 710     | Kurpfalz                                         |                                                              |
| Oggersheim   | Oggersheim  | 1.400   | Kurpfalz                                         | seit 1938 Stadtteil von Ludwigshafen am Rhein                |
| Rheingenheim | Neuhofen    | 690     | Kurpfalz                                         | seit 1938 Stadtteil von Ludwigshafen am Rhein (Rheingönheim) |
| Ruchheim     | Ruchheim    | 900     | Graf von Hallberg                                | seit 1974 Stadtteil von Ludwigshafen am Rhein                |
| Schauenheim  | Schauenheim | 420     | Kurpfalz (Universität Heidelberg)                | seit 1969 Ortsteil von Dannstadt-Schauernheim                |

## Geschichte
Vor der Annexion des Linken Rheinufers in den französischen Revolutionskriegen (1794) gehörten die Ortschaften im 1798 eingerichteten Verwaltungsbezirk des Kantons Mutterstadt überwiegend zur Kurpfalz, daneben hatten zuvor das Hochstift Speyer, der Graf von Hallberg sowie der Graf von Leiningen-Dagsburg kleinere Teile des Kantons im Besitz.
Von der französischen Direktorialregierung wurde 1798 die Verwaltung des Linken Rheinufers nach französischem Vorbild reorganisiert und damit u. a. eine Einteilung in Kantone übernommen. Die Kantone waren zugleich Friedensgerichtsbezirke. Von 1798 bis 1800 amtierte Gutmann als Friedensrichter für den Kanton in Oggersheim. Der ehemalige katholische Geistliche Joseph Igna(t)z übte von 1800 bis 1812 in Mutterstadt das Amt des Friedensrichters aus. Ihm folgte von 1812 bis 1815 der vereidigte Kantonsdolmetscher Karl Friedrich Koch aus Bouxville im Departement Bas Rhin (Unterelsaß) mit Sitz in Oggersheim. Der Kanton Mutterstadt gehörte zum Arrondissement Speyer im Departement Donnersberg. Der Kanton gliederte sich in 17 Gemeinden, die von zwölf Mairies verwaltet wurden.
Nachdem im Januar 1814 die Alliierten das Linke Rheinufer wieder in Besitz gebracht hatten, wurde im Februar 1814 das Département Donnersberg und damit auch der Kanton Mutterstadt Teil des provisorischen Generalgouvernements Mittelrhein. Nach dem Pariser Frieden vom Mai 1814 wurde dieses Generalgouvernement im Juni 1814 aufgeteilt, das Département Donnersberg wurde der neu gebildeten Gemeinschaftlichen Landes-Administrations-Kommission zugeordnet, die unter der Verwaltung von Österreich und Bayern stand.

## Bayerischer Kanton Mutterstadt
Aufgrund der auf dem Wiener Kongress getroffenen Vereinbarungen kam das Gebiet im Juni 1815 zu Österreich. Die gemeinschaftliche österreichisch-bayerische Verwaltung wurde vorerst beibehalten. Am 14. April 1816 wurde zwischen Österreich und Bayern ein Staatsvertrag geschlossen, in dem ein Austausch verschiedener Staatsgebiete vereinbart wurde. Hierbei wurden die linksrheinischen österreichischen Gebiete zum 1. Mai 1816 an das Königreich Bayern abgetreten.
Der bayerische Kanton Mutterstadt gehörte im neu geschaffenen Rheinkreis zunächst zur Kreisdirektion Frankenthal. Nach der Untergliederung des Rheinkreises in Landkommissariate (1818) gehörte der Kanton Mutterstadt zum Landkommissariat Speyer. Als Friedensrichter residierte Wilhelm Wolff in Oggersheim und Mutterstadt, von 1816/1817 bis 1845. In seiner Amtszeit 1825 wurde das alte Kantonsgefängnis in Oggersheim durch das neue Gefängnis in Mutterstadt ersetzt. Sein Nachfolger Carl Joseph Falciola (1805–1866) aus Lauterecken hatte von 1846 bis 1860 seinen Sitz in Mutterstadt. In den Revolutionsjahren 1848/1949 war Falciola mit der Aufklärung der Revolutionsgeschehnisse befasst u. a. in Rheingönheim durch Zeugenverhöre.
Das Rentamt, eine zu örtlichen Einnehmereien übergeordnete Finanzbehörde mit einem Rentamtsbezirk, blieb in Oggersheim. Vorsteher des Rentamts war der Rentmeister. Für zehn Jahre von 1817 bis 1827 war dies Samuel Erdmann, sein Nachfolger für kurze Zeit im Jahr 1828 vermutlich Peter Anton Bötz. Von 1828 bis 1859 war für 31 Jahre Philipp Heinrich Joseph Pauli (1828–1881) Rentmeister.
Zum bayerischen Kanton Mutterstadt gehörten nach 1817 insgesamt 17 Gemeinden:
| - Alsheim - Altrip - Assenheim - Böhl - Dannstadt - Friesenheim | - Fußgönheim - Hochdorf - Iggelheim - Maudach - Mundenheim - Mutterstadt | - Neuhofen - Oggersheim - Rheingönheim - Rugheim - Schauernheim |

In einer 1836 erstellten Statistik wurden im Kanton Mutterstadt 18.269 Einwohner gezählt, davon waren 6.783 Katholiken, 10.712 Protestanten, 215 Mennoniten und 558 Juden.
Im Jahr 1852 wurde für den Kanton Mutterstadt nun als Distriktsgemeinde, ebenso für alle anderen Kantone in der Pfalz, zur überörtlichen Planung und Verwaltung (u. a den Unterhalt der Distriktsstraßen) ein Distriktsrat- und ausschuss, besetzt aus Vertretern der Kantonsgemeinden eingeführt.